# Polygonum molliiforme
Polygonum molliiforme là một loài thực vật có hoa trong họ Rau răm. Loài này được Boiss. miêu tả khoa học đầu tiên năm 1846.